# Mola (zoologia)
Mola Koelreuter, 1766 è un genere di pesci della famiglia Molidae.

## Tassonomia
Comprende tre specie:
- Mola mola (Linnaeus, 1758)
- Mola alexandrini (Ranzani, 1839)
- Mola tecta Nyegaard, Sawai, Gemmell, Gillum, Loneragan, Yamanoue & Stewart, 2017